# Grabowo Wielkie
Grabowo Wielkie – wieś w Polsce położona w województwie mazowieckim, w powiecie przasnyskim, w gminie Krasne. Wieś ma status sołectwa. Leży nad Pełtą.
W skład sołectwa Grabowo Wielkie wchodzą także Grabowo Gęsie, Grabowo-Trojany i Grabówko .
| SIMC    | Nazwa           | Rodzaj                 |
| ------- | --------------- | ---------------------- |
| 0117200 | Grabowo Gęsie   | część wsi (do 2023 r.) |
| 0117216 | Grabowo-Trojany | część wsi              |
| 0117222 | Grabówko        | część wsi (do 2023 r.) |

W latach 1975–1998 miejscowość administracyjnie należała do województwa ciechanowskiego.